# Xã Turkey Creek, Quận Franklin, Nebraska
Xã Turkey Creek (tiếng Anh: Turkey Creek Township) là một xã thuộc quận Franklin, tiểu bang Nebraska, Hoa Kỳ. Năm 2010, dân số của xã này là 152 người.